# A Girl Walks Home Alone at Night
A Girl Walks Home Alone at Night (în persană دختری در شب تناه به خانه می‌رود) este un film horror american în limba persană din 2014, regizat de Ana-Lily Amirpour⁠(d).